# های‌بیم ریسرچ
های‌بیم ریسرچ یک جویشگر تجاری و برخط برای روزنامه‌ها، مجله‌ها، نشریه‌های دانشگاهی، اخبار روز، مجلات تجاری و دانشنامه‌ها به زبان انگلیسی بود. این وبگاه به بیش از ۸۰ میلیون مقاله از ۶٫۵۰۰ ناشر که بسیاری از آن‌ها در اینترنت به صورت رایگان در دسترس نیست، دسترسی داشت.
مقر این جویشگر در شهر شیکاگو ایالت ایلی‌نوی در ایالات متحده آمریکا قرار داشت.
روزانه هزاران مقالهٔ جدید بدان افزوده می‌شد، همچنین دسترسی به بایگانی بیش از ۲۵ سال از مجلات تجاری، مقالات روزنامه‌ها و مقالاتی که طیف گسترده‌ای از موضوعات و صنایع را پوشش می‌دهند و همچنین ابزارهایی برای یافتن، ذخیره، سازماندهی و اشتراک گذاری اطلاعات را به کاربران خود می‌داد.